# 漢考克 (明尼蘇達州)
漢考克（英語：Hancock）是一個位於美國明尼蘇達州史蒂文斯縣的城市。

## 歷史
漢考克的郵局自1871年營運至今。漢考克於1900年成立，得名自縣政府專員約瑟夫·伍茲·漢考克（Joseph Woods Hancock）。

## 人口
根據2020年美國人口普查的數據，漢考克的面積為2.34平方千米，皆為陸地。當地共有人口863人，而人口密度為每平方千米369人。